# Municípios de Timor-Leste
Timor-Leste é dividido em treze municípios administrativos e Oe-Cusse Ambeno, uma região administrativa especial que, com poucas diferenças, correspondem aos treze concelhos existentes durante os últimos anos do Timor Português. Os municípios são divididos em postos administrativos, e subdividem-se em sucos.

## Características
Cada um destes catorze municípios possui uma cidade capital e é formado por postos administrativos, num total de 67. Os postos administrativos possuem, cada um, uma localidade sede e subdivisões administrativas, os sucos, totalizando 498.
|    | Município                                        | Área (km²) | Domicílios | População | Densidade populacional (/km²) |
| -- | ------------------------------------------------ | ---------- | ---------- | --------- | ----------------------------- |
| 1  | Lautém                                           | 1 702      | 12 998     | 55 921    | 32.9                          |
| 2  | Baucau                                           | 1 494      | 22 659     | 100 326   | 67.2                          |
| 3  | Viqueque                                         | 1 781      | 15 115     | 65 245    | 36.6                          |
| 4  | Manatuto                                         | 1 706      | 8 338      | 36 719    | 21.5                          |
| 5  | Díli                                             | 372        | 31 575     | 173 541   | 466.5                         |
| 6  | Aileu                                            | 729        | 7 745      | 37 926    | 52.0                          |
| 7  | Manufahi                                         | 1 325      | 8 901      | 44 950    | 33.9                          |
| 8  | Liquiçá                                          | 543        | 11 063     | 54 834    | 101.0                         |
| 9  | Ermera                                           | 746        | 21 165     | 103 199   | 138.3                         |
| 10 | Ainaro                                           | 797        | 11 527     | 52 476    | 65.8                          |
| 11 | Bobonaro                                         | 1 368      | 18 397     | 83 034    | 60.7                          |
| 12 | Cova Lima                                        | 1 226      | 11 820     | 52 818    | 43.1                          |
| 13 | Oe-Cusse Ambeno (região administrativa especial) | 815        | 13 659     | 57 469    | 70.5                          |
| 14 | Ataúro                                           | 140        | —          | —         | —                             |

Mapa dos municípios e Timor-Leste.

As fronteiras entre a Cova Lima, Ainaro e entre Baucau e Viqueque foram alteradas em 2003.
O município de Ataúro foi desmembrado do município de Díli em 1 de Janeiro de 2022.